# 전자우편

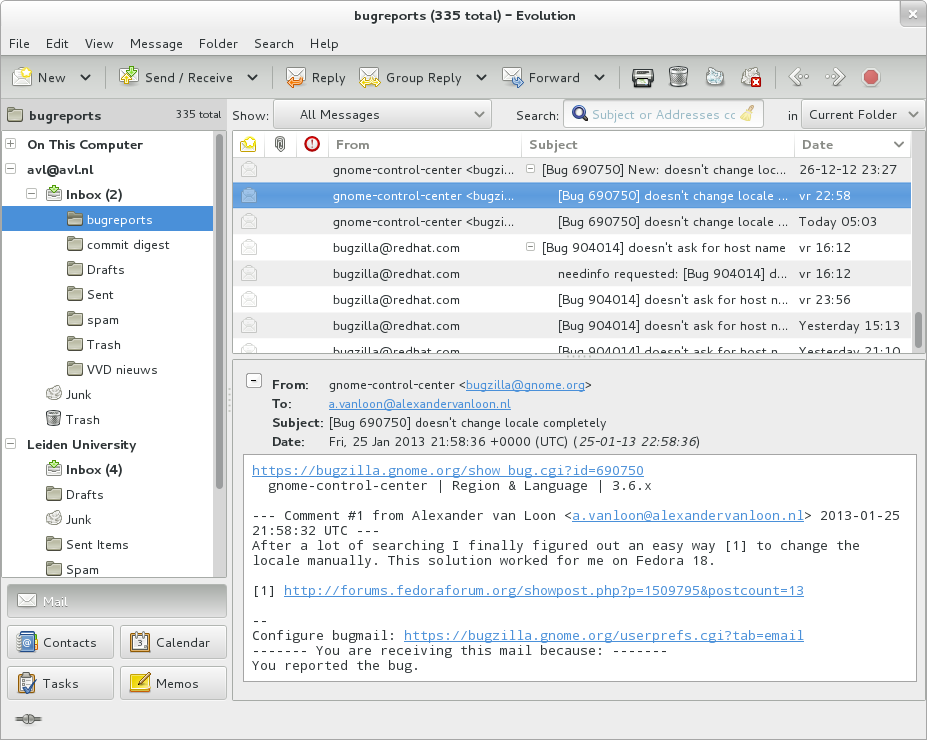
이메일 클라이언트의 받은 편지함 스크린샷

전자우편(한국 한자: 電子郵便) 혹은 이메일(영어: e-mail)은 컴퓨터 통신망(주로 인터넷)을 통해 편지를 주고 받을 수 있는 시스템과 해당 편지를 일컫는다. 마이크로소프트에서는 전자 메일(electronic mail)이라는 용어를 사용한다.
대한민국 최초의 무료 이메일인 한메일이나 구글의 지메일처럼 해당 서비스에 가입함으로써 인터넷이 연결되면 어디서나 쓸 수 있는 웹 메일, 자신의 컴퓨터에 선택적으로 내려 받을 수 있는 POP3, 간단하게 메일을 보내는 SMTP 방식 등이 주로 쓰인다. PC통신 시절에는 유료로 아이디를 만들어서 전자 우편을 사용하곤 했다.

## 기원
전자 우편은 인터넷의 발단으로 거슬로 올라가며, 사실 인터넷이 만들어지는 데에 없어서는 안 되는 도구였다. 여러 명의 사용자들이 원격 전화 접속 터미널에서 IBM 7094에 기록할 수 있게 하였고 디스크에서 온라인으로 파일을 저장할 수 있었다. 이러한 새로운 기능은 사용자들에게 새로운 방법으로 정보를 주고 받는 데 힘을 북돋어 주었다. 전자 우편은 1965년에 시분할 본체 컴퓨터의 여러 명의 사용자들을 위한 방법으로 시작했다. 이렇다 할 만한 역사를 갖춘 것은 아니지만, 그러한 시설을 갖춘 첫 시스템들 사이에 SDC의 Q32와 MIT의 CTSS가 있었던 것은 사실이다.
전자 우편은 빠르게 퍼져나가 네트워크 전자 우편이 되었으며, 사용자들이 적어도 1966년까지 다른 컴퓨터들 사이에 메시지를 보내는 것을 허용하였다. (SAGE 시스템이 이전에 이와 비슷한 것을 가졌을 가능성이 있다.)
아파넷(ARPANET) 컴퓨터 네트워크는 전자 우편의 개발에 큰 공헌을 했다. 1969년에 실험적인 교환 시스템 전자 우편은 만들어지자마자 바로 전송된다는 보고가 있다. 1971년에 레이 톰린슨(Ray Tomlinson)은 컴퓨터와 사용자의 이름을 구분하기 위해 @ 사인을 사용하기 시작했다. 아파넷은 전자 우편의 대중성을 점진적으로 늘려 나갔으며 아파넷의 킬러 애플리케이션이 되었다.
현대적 형태의 전자 우편은 1979년, 당시 14살의 인도계 미국인인 시바 아야두라이(V.A. Shiva Ayyadurai)에 의해 구상되었다고 알려져 있는 경우가 있으나 이것은 사실이 아니다. 이메일은 이미 1970년대 중반에 활발히 사용되고 있었으며, 아파넷의 개발에 참여했던 과학자들은 이러한 주장을 지속적으로 부정하고 있다.

### 전자우편 주소 구성
전자우편 주소는 '아이디@메일서버이름'의 형식이다. 전자우편 주소의 아이디로 한글 등 영문 외 문자를 지원하는 경우도 있으나, 대부분의 서비스들은 영문, 숫자, 일부 기호만을 사용할 수 있게 하고 있다. 메일서버이름(domain)은 대소문자를 구분하지 않고 아이디(local-part)는 대소문자를 구분한다. 하지만 대부분의 메일 서비스들은 아이디도 대소문자를 구분하지 않는다.

## 무료 전자우편 서비스
무료 전자우편 서비스로는 전 세계적으로 야후! 메일, 마이크로소프트 아웃룩, 구글 지메일 등이 많이 쓰이고 있고, 대한민국에서는 네이버, 다음, 네이트 등에서 무료 전자우편 서비스를 운영한다.

## 같이 보기
- 메일링 리스트
- 이메일 클라이언트
- 전자 우편 주소
- 스팸 메일
- 웹 메일